# Purple Haze
Purple Haze este un cântec scris în 1966 și înregistrat în 1967 de Jimi Hendrix, fiind lansat ca single atât în Regatul Unit cât și în Statele Unite. A apărut pe varianta Americană a albumului lor din 1967, Are You Experienced? cât și pe viitoare reeditări ale albumului. „Purple Haze” este considerat adesea ca fiind unul dintre cele mai bune cântece ale lui Jimi Hendrix, pentru mulți fiind chiar melodia sa definitorie. 
Cântecul a luat naștere după ce Chas Chandler l-a auzit pe Hendrix cântând riff-ul melodiei în culise sugerându-i să scrie versurile potrivite pentru piesă. Există unele dispute cu privire la versuri: Chandler pretindea că versurile nu au fost scurtate în timp ce Hendrix susținea că piesa conținea mai mult text.
Single-ul a fost lansat în Regatul Unit pe 17 martie 1967; a intrat în topuri pe locul 39 ajungând la un moment dat pe locul 3 și petrecând 14 săptămâni în top. A fost lansat în SUA la 19 iunie 1967, unde s-a clasat pe locul 65 și a stat 8 săptămâni în top. În martie 2005, revista Q a clasat melodia „Purple Haze” pe primul loc în topul celor mai bune 100 cântece rock. Revista Rolling Stone a plasat cântecul pe poziția a 17-a în lista „Celor mai bune 500 de cântece ale tuturor timpurilor”. Canalul TV muzical australian MAX a clasat piesa pe locul 17 în clasamentul lor din 2008 Rock Songs: Top 100.